# معبد التنبؤات
معبد التنبؤات المعروف بـ معبد وحي آمون أو معبد الوحي يقع في واحة سيوة ويعد من أشهر المعابد حيث أنه يرتبط بتنبؤات الإله آمون وزيارة الاسكندر الأكبر ورواية اختفاء جيش قمبيز.

## موقع المعبد
يقع معبد وحي آمون في واحة سيوة في الصحراء الغربية، ويبعد حوالي 300 كيلو متر عن ساحل البحر المتوسط جنوب غرب محافظة مطروح فوق هضبة الإرغومي التي ترتفع 30 مترًا عن سطح الأرض
حيث يمكن للزائر أن يستمتع ببانوراما للواحة كاملة بجبالها ومنازلها ومزارع النخيل التي تتميز بها من الطابق الثاني للمعبد.
يتكون المعبد من ثلاثة أجزاء: المعبد الرئيسي، وقصر الحاكم، وجناح الحراس،
وبه ملحقات أيضًا مثل البئر المقدسة التي كانت تستخدم في الاغتسال والتطهير،
وتأتي أهمية المعبد كونه مهبط وحي الإله أمون بحسب معتقد المصري القديم لهذا كان مقصدًا للناس في العصر الفرعوني للاستشارة في الأمور التي يرغبون في التنبؤ عنها.

## تأريخ المعبد
يرجع معبد التنبؤات إلى بداية العصر المتأخر الأسرة السادسة والعشرين، وتشير النقوش الموجودة في منطقة قدس الأقداس أنه أنشيء في عهد الملك أحمس التاني وهو من أهم ملوك الأسرة السادسة والعشرون.
يشهد معبد آمون ظاهرة فلكية تسمي الاعتدال الربيعي، حيث تتعامد الشمس على المعبد مرتين كل عام أثناء الاعتدال الربيعي والاعتدال الخريفي، ويتساوى الليل والنهار بعد 90 يومًا من أقصر نهار في العام، وبعده بتسعين يومًا يقع أطول نهار في العام.

## جيش قمبيز
ترتبط بعض الأساطير بمعبد آمون ومن أشهرها قصة جيش قمبيز المفقود المكون من خمسين ألف محارب الذين أرسلهم الملك الفارسي قمبيز الثاني عام 525 ق.م. ليهدم المعبد ليثبت للمصرين والإغريق فساد عقيدتهم ومعتقدهم تجاه التنبؤات المرتبطة بالمعبد.
والغريب في الأمر أن جيش قمبيز فقد بالكامل بعد مغادرته متجهًا الي واحة سيوة وتذكر السجلات التاريخية أن الجيش طُمِر تحت رمال الصحراء بعد أن واجهته رياح عنيفة.

## زيارة الإسكندر
تعد زيارة الإسكندر الأكبر من أهم الأحداث التي أكسبت المعبد شهرته وذلك عام 331 ق.م حتي يتوج ابنًا لآمون،
وذلك ليستطيع القائد المقدوني التقرب من المصريين لما عرف عنهم الارتباط بمعتقدهم.
كما أن الإسكندر طلب من كهنة المعبد التنبؤ بمصير حملاته العسكرية المقبلة، وعما إذا كان سيحكم العالم أم لا.
فكانت إجابتهم نعم ولكن ليس لفترة طويلة.